# 楊觀
楊觀（1406年—？），字尚賓，四川成都府新都縣人，明朝政治人物。

## 生平
四川鄉試第十二名舉人，會試第一百三十四名，三十七歲時成為正統七年壬戌科第三甲第六十一名進士。天順元年（1457年）任福建松溪縣知縣。

## 家族
楊文寶曾孫，楊學可之孫，楊崇節之子，母陳氏。妻子為鄭氏，繼妻為胡氏。